# Mulató-hegy

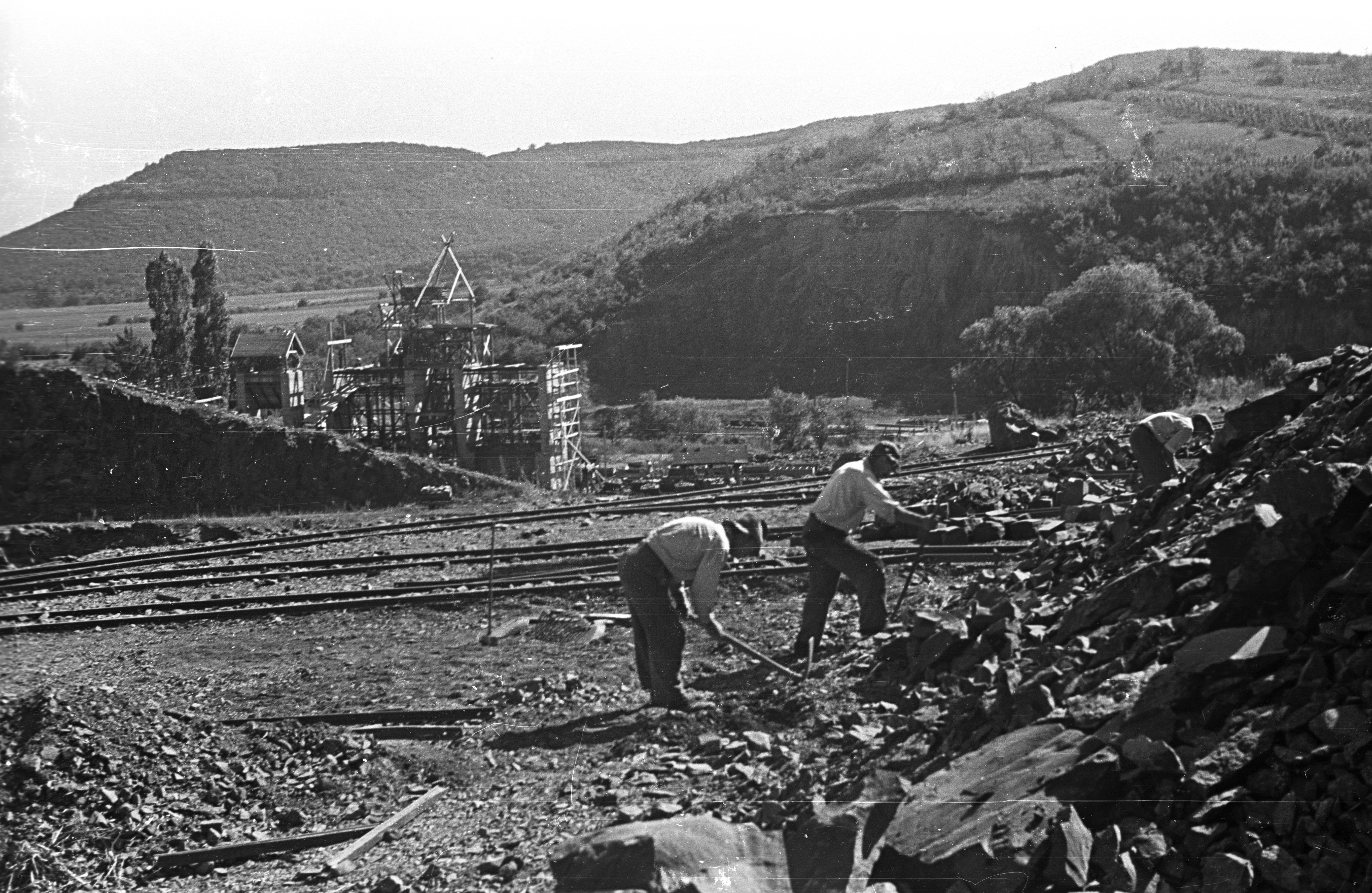
Mulató hegy, előtérben az iparvasút vágányai

A Mulató-hegyen található Magyarország egyik legnevezetesebb ásvány előfordulása. A Mulató-hegy (– Barna-máj) egy, a késő-szarmatában létrejött, majd kipreparálódott lakkolit. A Kárpátok egyik legjobban föltárt lakkolitja, ahol a sekély szubvulkáni testekre általában jellemző kihűlési-elválási résrendszerek tankönyvbe illően mutatkoznak meg. Hazánkban egyedül itt figyelhető meg, hogy a kontaktizált riolittufa újraolvadás következtében perlitszerű kőzetté alakul át. A magma valamivel idősebb riolittufába nyomult, és azt az érintkezési sávban megolvasztotta. A helyenként előforduló agyagos tufitnak a kontaktuson „megsült” agyagpalájában szarmata növénylenyomatok találhatók. A lakkolit kőzetanyaga piroxénandezit. Ennek hólyagüregeiben igen változatos ásványtársulás található, melynek leggyakoribb tagjai a kvarcfélék és a karbonátok. Emellett sokféle járulékos ásvány is megjelenik, főleg a kisméretű üregekben.
A kőzet hólyagüregeiben található leggyakoribb ásványok a következők:
- Cristobalit: tejfehér, mm körüli oktaéderszerű kristályok tridimittel.
- Goethit: barna, földes fészkek, bekérgezések és sziderit utáni álalakok.
- Hornblende: fekete, mm-es oszlopos-tűs kristályok, tridimittel.
- Kalcit: fehér, cm-t elérő romboéderek, gömbök.
- Kvarc: színtelen, mm-es kristályokból álló bekérgezések.
- Opál: fehér, kékesfehér, zöldes, üvegszerű bekérgezések, cseppköves és gömbös halmazok.
- Szaponit („mauritzit”): fekete, matt felületű kérgek, mm-es csöves halmazok.
- Sziderit: barna, sárgásbarna, cm-t meghaladó gömbös-vesés és sugaras halmazok, bekérgezések, és pár mm-es romboéderek.
- Tridimit: fehér, sárgás, 1-3 mm-es táblás kristályok, legyező alakú kristálycsoportok.[1]

## Andezitbánya

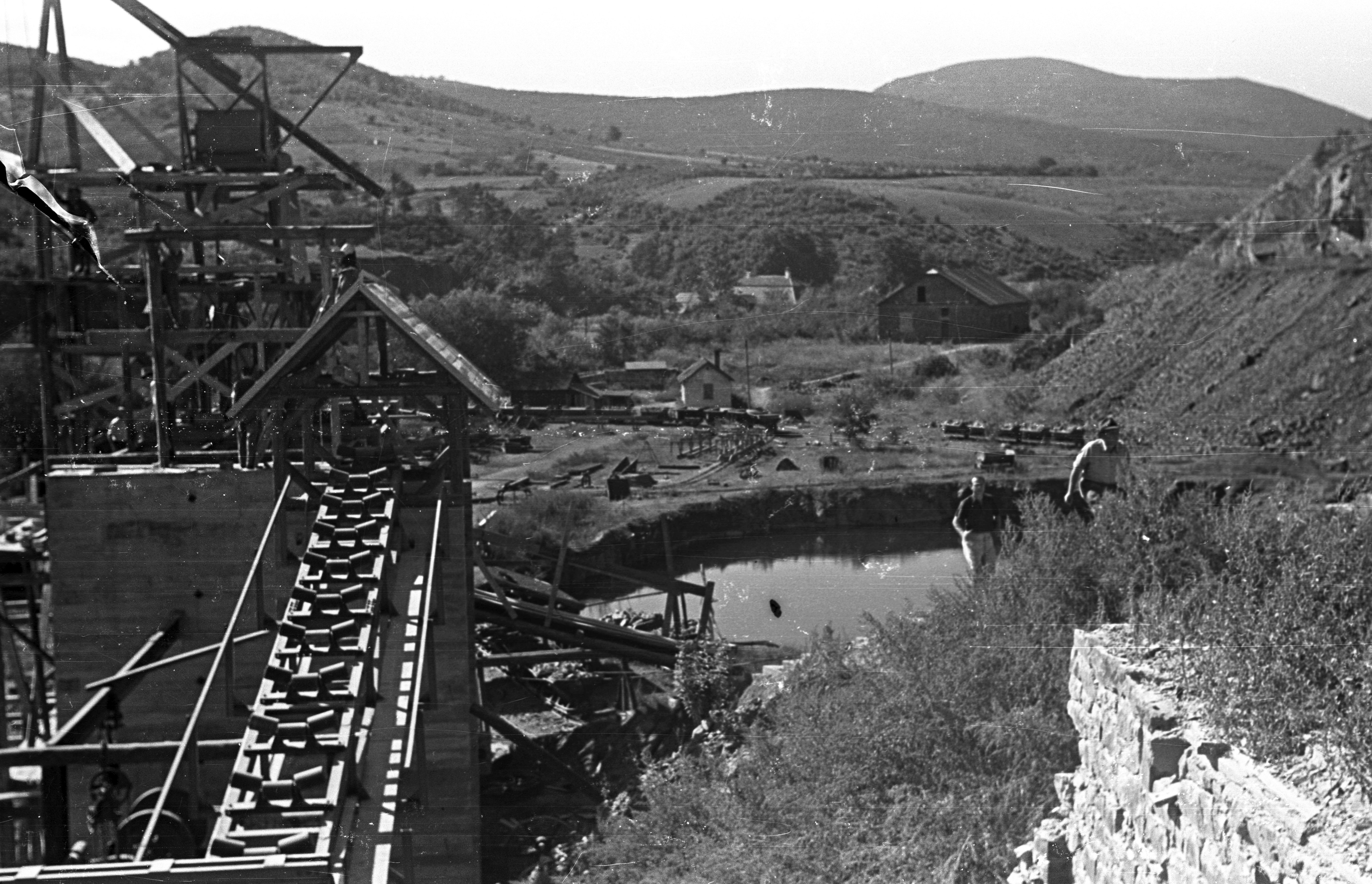
Mulató hegyi Hubertusz bánya

A hegyen található egy felhagyott andezitbánya, ami Bodrogkeresztúrról Erdőbényére vezető út mellett helyezkedik el, közvetlenül a községhatárt követően. A bánya miocén korú piroxénandezitet, fluidális riolitot, riolittufát és riolitártufát tár fel, helyenként újraolvadt perlites beépülésekkel. Az andezit fő ásványa a sziderit (szferosziderit). A kőzet akár 10-20 cm-es hólyagüregeket is tartalmazhat, melyekhez kötődnek az ásványok.

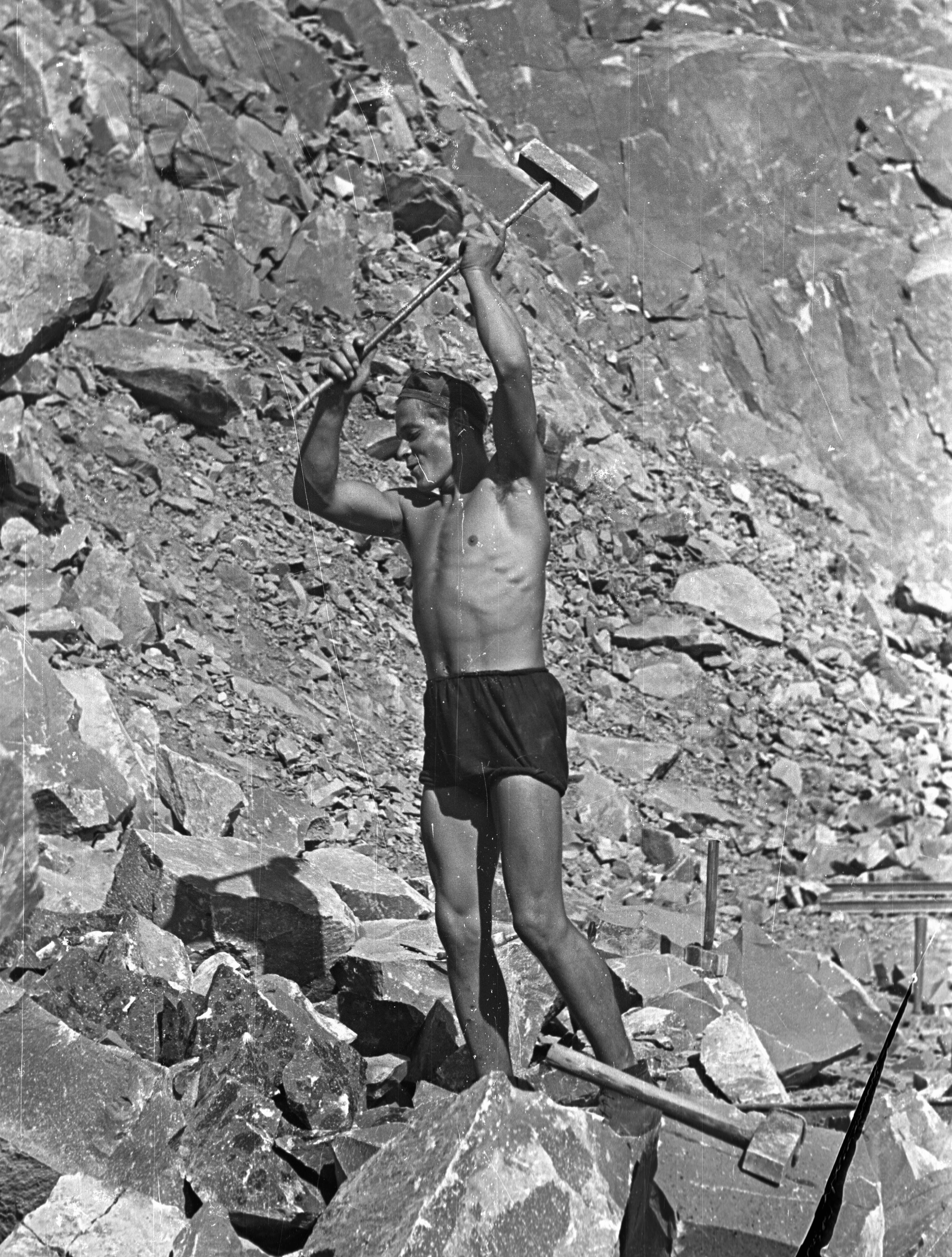
Hubertusz bányában dolgozó kőfejtő

A riolittufa mellett az andezitet csak századunkban kezdték el bányászni a Mulató-hegyen, a Hubertusz-bányában, igaz viszont, hogy ezt nagy mennyiségben termelték, így nagy távolságra is eljutott. Az 1925-ben megnyitott bányában, kezdetben kézi módszerrel, majd robbantásos technikával fejtettek. Az itt és a szomszéd hegyen (Barnamáj) bányászott sötétszürke ép andezitet (helyi néven vaskő) a helyszínen különböző szemnagyságúra összezúzták és útkavicsolásra, vasúti töltések készítésére, javítására használták. Emellett kisebb-nagyobb tömbjei építkezési célokat is szolgáltak, de mivel ez a kőzettípus nehezen faragható, nemigen használták kőfaragásra. A felszínre kerülő hólyagüregek ásványai magyarországi és európai viszonylatokban is unikálisnak számítanak, így nagyon hamar külföldi és hazai gyűjtők, néhány múzeum, valamint a helyi bányászok tulajdonába kerültek. Sajnos a Hubertusz kőfejtő a megfelelő kőanyag csökkenése, illetve vízproblémák miatt 1983-ban bezárt. Sokáig felhagyva állt, majd a 2000-es években újra művelték (2007-ig), azóta újra leállt, jelenleg csak néha hordanak el meddőt útfeltöltésekre, mederigazításokra. A lakkolitot feltáró főfalra (és a bányatóra) csodálatos kilátás nyílik a Mulató-hegytől délre található Barnamáj andezitlakkolitról. A bánya területe fészkelőhelyéül szolgál egy uhunak, illetve számos védett növény is található a felszínén, aminek köszönhetően a legértékesebb részeket nem érintette a bánya újranyitása.

## Mulató-hegyi bányató
A község déli végénél, a 230 m magas Mulató-hegy lábánál az 1983-as bezárást követően, a hajdani Hubertus-kőfejtő üregében, a bányaudvarban egy tájképileg is igen jelentős tó alakult ki. (visszautalás: A patakvölggyel kettészelt Erdőbénye Mulató-hegyi és barnamáji – szintén kipreparálódott – andezites szubvulkán keleti tömegét az évszázados Hubertusz bánya nagy mélységű bányagödre, a másik részét a fúrásos földtani kutatás, illetve maga a völgybevágódás tárta fel.) A jobb minőségű sötétszürke tömött építőkövet a szubvulkán belső tömegéből nyerték, így ott már a II. világháború előtt egy úgynevezett süllyesztő szintet mélyítettek, amely talpán megjelent egy posztvulkáni ásványvizes forrás. Emiatt a bányászat csak folyamatos szivattyúzás mellett volt végezhető. A művelést az 1940-es években abbahagyva a süllyesztő gödörben felemelkedett a víz, majd azt a termelés újraindításával az 1950-es években újra leszívták. A tulajdonosi és bányaművelési változások miatt az 1990-es évek elejétől a különleges vízminőségű 20 m mély hatalmas bányató (3 millió m³) vizét ismét felengedték.  A helyiek a környék más azonos jellegű bányatavához hasonlóan Tengerszemnek nevezték el és horgásztóvá (ponty, harcsa) alakítottak át. A bányát régen 2 szinten művelték, a felhagyott bánya alsó szintjét tó tölti ki, de a felső szint jól tanulmányozható.